# Каде де Фонтене, Иполит Рене Жан
Ипполит Рене Жан Каде де Фонтене (фр. Hippolyte René Jean Cadet de Fontenay; 1774—1845) — французский военный деятель, полковник (1808 год), шевалье (1811 год), участник революционных и наполеоновских войн.

## Биография
Родился в семье капитана Пьера Каде де Фонтене (фр. Pierre François Cadet de Fontenay; 1734—1811) и его супруги Марии де Сен-Мийель (фр. Marie Anne Charlotte de Saint-Mihiel; 1752—1830). 11 февраля 1790 года поступил в королевскую колониальную артиллерию. 18 сентября 1791 года был произведён в лейтенанты. В 1792 году его полк стал 8-м полком пешей артиллерии. Служил в 13-м военном округе на побережье Бреста. 15 марта 1793 года получил звание капитана. С 1793 по 1801 годы служил в Самбро-Маасской и Западной армиях, участвовал в кампании в Вандее. В 1801 году переведён в 16-й военный округ. 18 апреля 1803 года произведён в командиры эскадрона 6-го полка конной артиллерии и 29 августа 1803 года возглавил артиллерию 1-й пехотной дивизии Сент-Илера в лагере Сент-Омер. В этой должности участвовал в кампаниях 1805 и 1806 годов, отличился при Аустерлице, где под ним была убита лошадь, и при Йене. 23 ноября 1806 года произведён в майоры и стал начальником штаба артиллерии 4-го армейского корпуса. В 1808 году был направлен в Испанию, где сражался до 1814 года. 21 октября 1808 года получил звание полковника. В 1812 году возглавил артиллерию Северной армии, и через несколько месяцев передал это командование генералу Сен-Лорану. В мае 1813 года был отозван и в 1814 году вернулся во Францию. 10 апреля 1814 года был ранен и потерял коня в битве при Тулузе. После реставрации Бурбонов, получил должность директора артиллерии в Перпиньяне, которую он сохранил во время «Ста дней». 6 октября 1815 года был уволен в отставку по состоянию здоровья и отправился на Маврикий. Вернулся во Францию несколько лет спустя. 13 марта 1824 года женился в Лионе на Марие Тюсак (фр. Marie Victoire Thusac; 1788—1839). Умер 2 октября 1845 года в Тулоне.

## Титулы
- Шеалье Каде де Фонтене и Империи (фр. chevalier Cadet de Fontenay et de l'Empire; декрет от 15 августа 1809 года, патент подтверждён 18 июля 1811 года в Трианоне)[2][3].

## Награды
Легионер ордена Почётного легиона (14 июня 1804 года)
 Офицер ордена Почётного легиона (26 декабря 1805 года)
 Кавалер военного ордена Святого Людовика (19 июля 1814 года)